# Theodahad

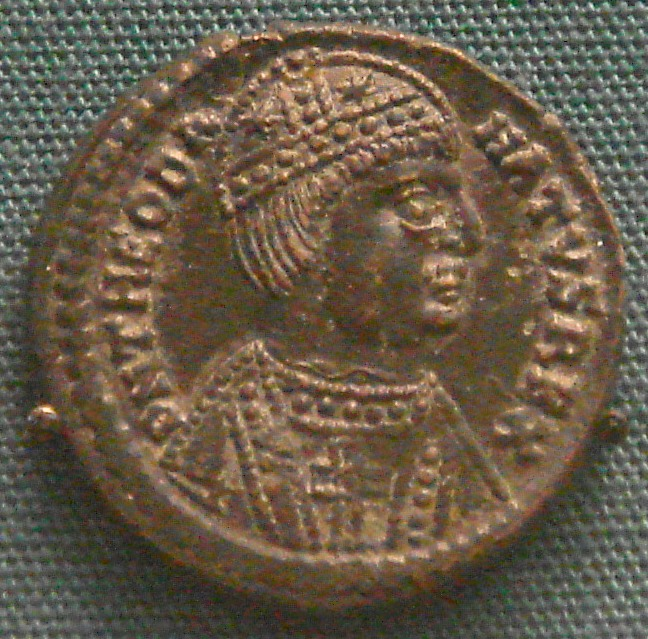
Altă monedă a lui Theodahad (534–536), bătută la Roma.

Theodahad (n. cca. 480, Tauresium, în Macedonia – d. 536) a fost rege al ostrogoților între 534 și 536.
El a fost nepot al lui Theodoric cel Mare prin sora sa, Amalafrida. El ar fi putut ajunge în Italia odată cu Theodoric și era cel mai potrivit pentru a succede acestuia. El a capturat-o pe Amalasuntha, regină a ostrogoților între 526 și 534, care a fost închisă pe o insulă din lacul Bolsena.
Vitiges a ordonat uciderea lui Theodahad și i-a succedat ca rege.